# John Buchan, 1. Baron Tweedsmuir

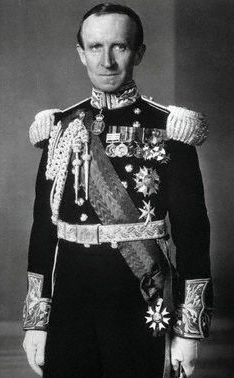
John Buchan, 1. Baron Tweedsmuir

John Buchan, 1. Baron Tweedsmuir, GCMG, GCVO, CH, PC  (* 26. August 1875 in Perth, Schottland; † 11. Februar 1940 in Montreal, Kanada) war ein schottischer Schriftsteller, Journalist, Publizist, Geheimdienstmitarbeiter und Politiker, der Generalgouverneur von Kanada war.

## Frühe Jahre
John Buchan wurde als Sohn eines presbyterianischen Pfarrers in Broughton Green in der Grafschaft Peebleshire geboren. Die Familie zog während seiner Kindheit mehrmals um, so dass er schließlich in Glasgow zur Schule ging und hier die Universität Glasgow besuchte. Die Ferien verbrachte er oft bei seinen Großeltern in den Borders. Er entwickelte eine große Zuneigung zu dieser Gegend, die oft in seinen Werken auftaucht. Später wechselte er zum Brasenose College in Oxford. Zu seinen Freunden dort gehörte Hilaire Belloc. In dieser Zeit veröffentlichte er seine ersten Zeitschriftenartikel, ebenso fand er Verleger für seine ersten Erzählungen.

## Leben als Schriftsteller und Politiker
Nach seinem Studienabschluss arbeitete Buchan zunächst als Journalist, ging dann aber in die Politik. Ab 1901 war er Privatsekretär für Alfred Milner, 1. Viscount Milner, den Hochkommissar für Südafrika. In Südafrika war er für die Reorganisation der Verwaltung nach dem Burenkrieg zuständig. Zwei Jahre später kehrte er nach London zurück und wurde Publizist im Verlag Nelson’s.
1907 heiratete Buchan Susan Charlotte Grosvenor, eine Cousine von Hugh Grosvenor, 2. Duke of Westminster. Das Ehepaar hatte vier Kinder, von denen zwei lange Zeit in Kanada lebten. Ab 1910 begann Buchan Abenteuerromane zu schreiben, die zum großen Teil in Südafrika spielten. Während des Ersten Weltkriegs war Buchan Kriegsberichterstatter für die Times und staatliche Propagandastellen in Frankreich.
In dieser Zeit entstand der Roman Die neununddreißig Stufen (The thirty-Nine steps), der sein bekanntestes Werk werden sollte und mittlerweile dreimal verfilmt wurde; am bekanntesten ist die gleichnamige Version von Alfred Hitchcock aus dem Jahr 1935. Diesem Roman folgten noch fünf weitere Spionageromane um den Protagonisten Richard Hannay. Vorbild für diese Figur war ein Freund aus der Zeit in Südafrika, Edmund Ironside, der im Burenkrieg als Spion gearbeitet hatte.
Später war Buchan dann beim militärischen Geheimdienst und schrieb Reden für Sir Douglas Haig. 1917 ging er ins Informationsministerium, wo er in herausgehobener Stellung unter Max Aitken, 1. Baron Beaverbrook, arbeitete. 1918 war er Chef des Britischen Geheimdienstes (Director of Intelligence). Erfahrungen aus dieser Zeit gingen in seine Romane und Erzählungen ein.
Nach seiner Rückkehr aus dem Krieg arbeitete Buchan für kurze Zeit für die britische Nachrichtenagentur Reuters. Er begann, über geschichtliche Themen und historische Romane zu schreiben, aber auch Thriller. Zudem war John Buchan ab 1918 als Jurymitglied im Komitee der Vergabe des Hawthornden-Preises tätig, dem ältesten Literaturpreis in Großbritannien.
Im Jahr 1927 wurde er zum Parlamentsabgeordneten der schottischen Konservativen gewählt. 1934/35 vertrat Buchan als Lord High Commissioner den Monarchen bei der Generalsynode der Church of Scotland.

## Generalgouverneur von Kanada
1935 wurde er zum Generalgouverneur von Kanada ernannt und aus diesem Grund als Baron Tweedsmuir zum Peer erhoben. Dies geschah auf ausdrücklichen Wunsch von König Georg V., der sich nicht vorstellen konnte, von einem Bürgerlichen repräsentiert zu werden.
Buchan schrieb auch während seiner Zeit als Generalgouverneur weiter Romane und andere Werke, unter anderem seine Autobiografie. Das Leben in Kanada floss dabei erkennbar in sein Werk ein. Auch seine Frau betätigte sich in dieser Zeit als Schriftstellerin. Bestärkt von ihr rief Buchan 1936 die Governor General’s Awards ins Leben, die noch immer zu den wichtigsten Literaturpreisen Kanadas gehören. Buchan gründete zusammen mit seiner Frau die Bibliothek von Rideau Hall.
Seine Aufgabe als oberster Repräsentant der Krone im Land nahm Buchan sehr ernst. Er reiste mit seiner Frau viel durch das Land, auch in die arktischen Regionen, und suchte den Kontakt zur Bevölkerung. Er setzte sich dafür ein, die gesamtkanadische Identität zu stärken und die Differenzen zwischen dem anglophonen und dem frankophonen Teil des Landes zu verringern. Auch den Folgen der Weltwirtschaftskrise für das Land und dessen Menschen widmete er sich.

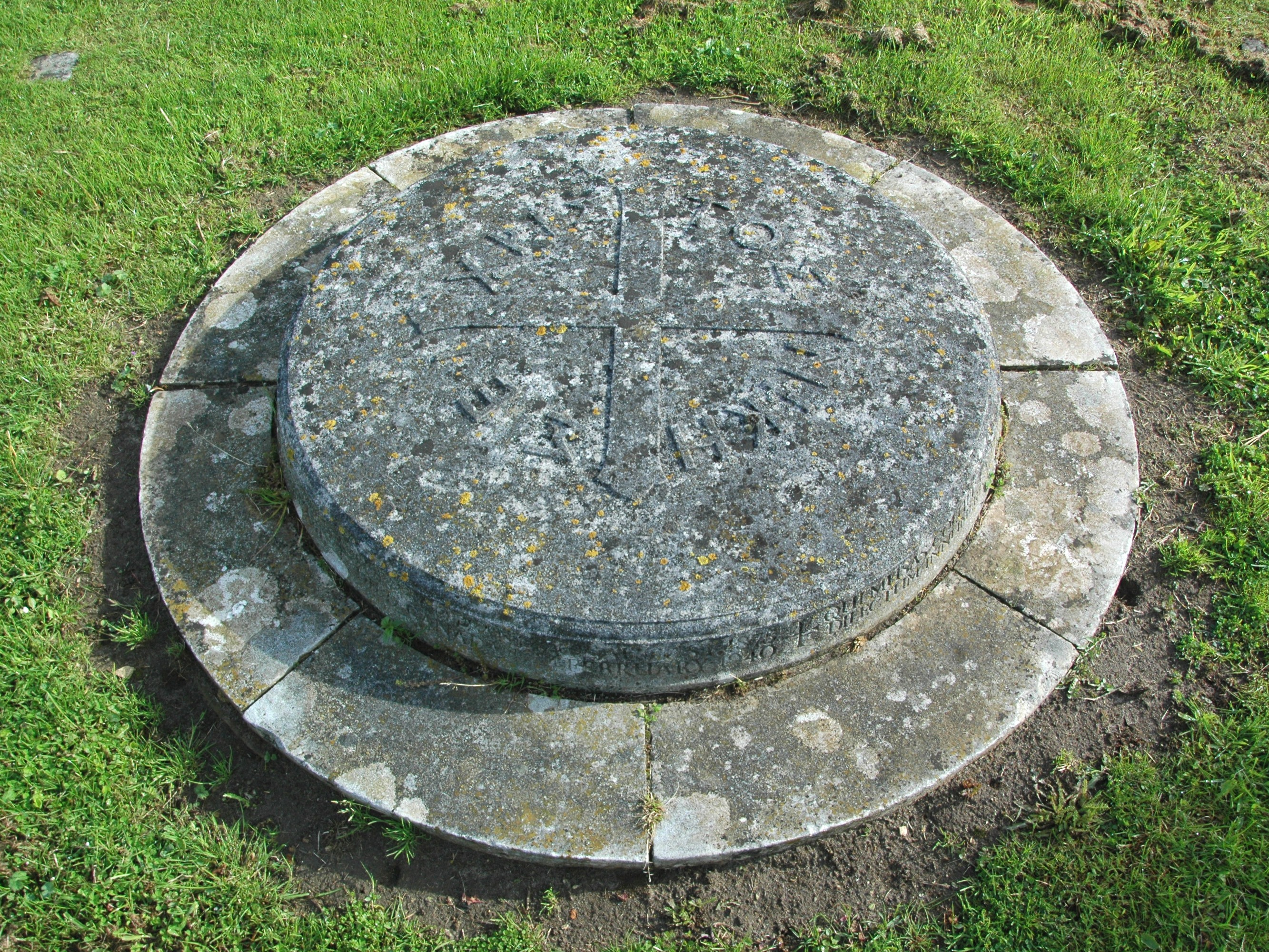
Das Grab Lord Tweedsmuirs in Elsfield bei Oxford

Buchan erhielt Ehrendoktorwürden von mehreren schottischen und kanadischen Universitäten, außerdem von der Universität Oxford. Am 6. Februar 1940 erlitt Buchan morgens einen Schlaganfall, an dessen Folgen er fünf Tage später starb – elf Monate vor Ende seiner Amtszeit.
Zu Ehren von Buchan wurde in Ottawa ein Staatsbegräbnis veranstaltet. Seine Asche wurde dann jedoch nach England gebracht und in einem Dorf in der Nähe von Oxford beigesetzt, wo er sich bereits 1920 ein Herrenhaus gekauft hatte. Am 12. Januar 2010 ehrte die kanadische Regierung, vertreten durch den für das Historic Sites and Monuments Board of Canada zuständigen Minister, Buchan für seine Förderung der kanadischen Kultur und erklärte ihn zu einer „Person von nationaler historischer Bedeutung“.

## Werke (Auswahl)

### Kriminalromane
- Die sechs Richard-Hannay-Romane:
  - Die neununddreißig Stufen (The Thirty-Nine Steps), 1915 (deutsche Erstausgabe Zürich 1967)
  - Grünmantel (Greenmantle), 1916 (deutsche Erstausgabe Zürich 1971)
  - Mr. Standfast, oder Im Westen was Neues (Mr Standfast), 1918
  - Die drei Geiseln (The Three Hostages), 1924
  - The Courts of the Morning, 1929
  - Das Tablett aus Jade (The Island of Sheep aka The Man From the Norlands), 1936[4]

### Abenteuerromane
- Trommeln über Transvaal (Prester John), 1910
- Die vier Edward-Leithen-Romane:
  - The Power House, 1916
  - John MacNab, 1925
  - Basilissa (The Dancing Floor), 1926 (deutsche Erstausgabe Zürich 1985)
  - Sick Heart River, 1941

### Erzählungen
- Die Nacht von Beltane (The Outgoing of the Tide), 1902
- The Runagates Club, 1928
- Der Wind im Portikus (The Wind in the Portico), 1928[5]

### Biografien
- Augustus
- Sir Walter Scott
- Der Marquis of Montrose
- Oliver Cromwell